# 心光流美
心光流美，全稱杭州心光流美网络科技有限公司是一家總部位於浙江省杭州市滨江区华创大厦的電子遊戲開發商。主要開發手機行動端遊戲，代表作為《高能手办团》。

## 歷史
陈钰於2016年成立心光流美並擔任公司首席执行官一職，公司開發團隊成員主要來自網易，部分來自腾讯、完美世界和西山居。2017年7月心光流美獲得唐德影视投資，并在同年9月宣佈負責唐德影视旗下電視劇《巴清傳奇》的遊戲改編工作。2018年由於范冰冰事件影響，電視劇和改編遊戲發行計劃延期。2019年心光流美營收僅400多萬人民幣，虧損近1000萬人民幣。改編遊戲到2020年3月5日才以《战国纪》名義公測。同月恺英网络投資心光流美獲得30%股份。
2020年9月，心光流美開發的《高能手办团》公測獲得不錯的商業表現。2021年遊戲向海外發行，日本服和東南亞服由朝夕光年營運，韓國服由Bilibili營運。同年7月唐德影视將持有心光流美股份出售給宁波昊胜。2021年12月，网易、Bilibili、游戏扳机和红杉资本購買恺英网络持有的25%心光流美股份，為心光流美注資1億人民幣。2023年12月，心光流美獲得Makers Fund和红杉资本新一輪投資。同月，心光流美進行了一波大裁員，並公佈了開發中的專案《代号：镭闪》內容。
目前心光流美旗下有三個工作室，分別是反射狐工作室、猫戏法工作室和三叉戟工作室。

## 主要開發遊戲
| 遊戲名稱       | 推出年份 | 開發         | 備註  |
| -------------- | -------- | ------------ | ----- |
| 《高能手办团》 | 2020年   | 反射狐工作室 | [ 3 ] |
| 《飞吧龙骑士》 | 2023年   | 猫戏法工作室 | [ 7 ] |
| 《代号：镭闪》 | 待公布   | 反射狐工作室 | [ 8 ] |
| 《烣境》       | 待公布   | 反射狐工作室 | [ 9 ] |